# Vestinus (Toreut)
Vestinus war ein antiker römischer Toreut (Metallbildner), der in der zweiten Hälfte des 1. Jahrhunderts wahrscheinlich bei Nijmegen am Niederrhein tätig war.
Vestinus ist heute nur noch aufgrund eines Signaturstempels auf einer Bronzekelle bekannt. Diese wurde in der Waal bei Nijmegen, Provinz Gelderland, Niederlande gefunden. Sie befindet sich heute im Museum Kam in Nijmegen.

## Einzelbelege
1. ↑  Inventarnummer XXIa 20; Richard Petrovszky: Studien zu römischen Bronzegefäßen mit Meisterstempeln. Leidorf, Buch am Erlbach 1993, S. 312, Nr. V.05.01; CIL 13, 10027,048.

| Personendaten    | Personendaten                              |
| ---------------- | ------------------------------------------ |
| NAME             | Vestinus                                   |
| KURZBESCHREIBUNG | antiker römischer Toreut                   |
| GEBURTSDATUM     | 1. Jahrhundert v. Chr. oder 1. Jahrhundert |
| STERBEDATUM      | 1. Jahrhundert oder 2. Jahrhundert         |